# NGC 6400
NGC 6400 је расејано звездано јато у сазвежђу Шкорпија које се налази на NGC листи објеката дубоког неба.
Деклинација објекта је - 36° 57' 42" а ректасцензија 17h 40m 12,0s. Привидна величина (магнитуда) објекта NGC 6400 износи 8,8. NGC 6400 је још познат и под ознакама OCL 1014, ESO 393-SC14.